# Crocodilurus amazonicus
Crocodilurus amazonicus är en ödleart som beskrevs av  Daudin 1802. Crocodilurus amazonicus ingår i släktet Crocodilurus och familjen tejuödlor. IUCN kategoriserar arten globalt som livskraftig. Inga underarter finns listade i Catalogue of Life.